# Pendanthura siamensis
Pendanthura siamensis är en kräftdjursart som beskrevs av Brian Frederick Kensley och Marilyn Schotte 2000. Pendanthura siamensis ingår i släktet Pendanthura och familjen Anthuridae. Inga underarter finns listade i Catalogue of Life.